# Głusino
Głusino, dodatkowa nazwa w języku kaszubskim Głëszëno, (niem. Glusino) – wieś kaszubska w Polsce, położona w województwie pomorskim, w powiecie kartuskim, w gminie Kartuzy. Głusino jest siedzibą sołectwa.
| SIMC    | Nazwa   | Rodzaj    |
| ------- | ------- | --------- |
| 0163162 | Nowinki | część wsi |
| 0163179 | Stążki  | część wsi |

W latach 1975–1998 miejscowość administracyjnie należała do województwa gdańskiego.

## Nazwa miejscowości
Wieś pierwszy raz wzmiankowana w czasach krzyżackich w roku 1437 w postaci Gluschen. Zapisy w źródłach polskich to na wpół niemiecka forma Głuschino z 1565 r. i Głuszyno z 1664. Pod koniec XIX w. i w okresie międzywojennym pojawia się wariant w rodzaju męskim Głusin lub Głuszyn. Są dwie możliwe etymologie tej nazwy. Jedna mówi, ze jest to nazwa dzierżawcza od nazwiska Głusz lub Głuch. Druga wskazuje, że oddalone położenie osady spowodowało nawiązanie do rzeczownika głusza, głusz o znaczeniu 'miejsce odosobnione, pustkowie'.
W latach II wojny światowej w ramach systematycznej akcji zmiany krajobrazu nazewniczego Kaszub i całego Pomorza Nadwiślańskiego, naziści dokonali zamiany dawnej niemieckiej nazwy Glusino na Glüsen.

## Historia miejscowości
Miejscowość po raz pierwszy pojawia się w Wielkiej księdze czynszowej Zakonu Krzyżackiego w 1437 r. Po ustąpieniu Krzyżaków w drugiej połowie XVI wieś królewska w starostwie mirachowskim w województwie pomorskim, w autonomicznej prowincji Prusy Królewskie. W roku 1569 r. wraz z całymi Prusami Królewskimi włączona bezpośrednio do Korony. 
W roku 1772, w momencie włączenia do Królestwa Prus, w Głuszynie mieszkał dzierżawca Michał Haarmann i trzech chałupników: Józef Kwidziński, Jan Marciński i Jan Grzenkowicz.
Na koniec 1892 r. wieś miała 137 mieszkańców, 128 Kaszubów katolików i 9 Niemców ewangelików. W roku 1910 liczba mieszkańców wzrosła do 208 osób, (206 Kaszubów).
Od 1920 r. z przerwą na lata II wojny światowej w granicach Polski.